# 뉴욕 수족관

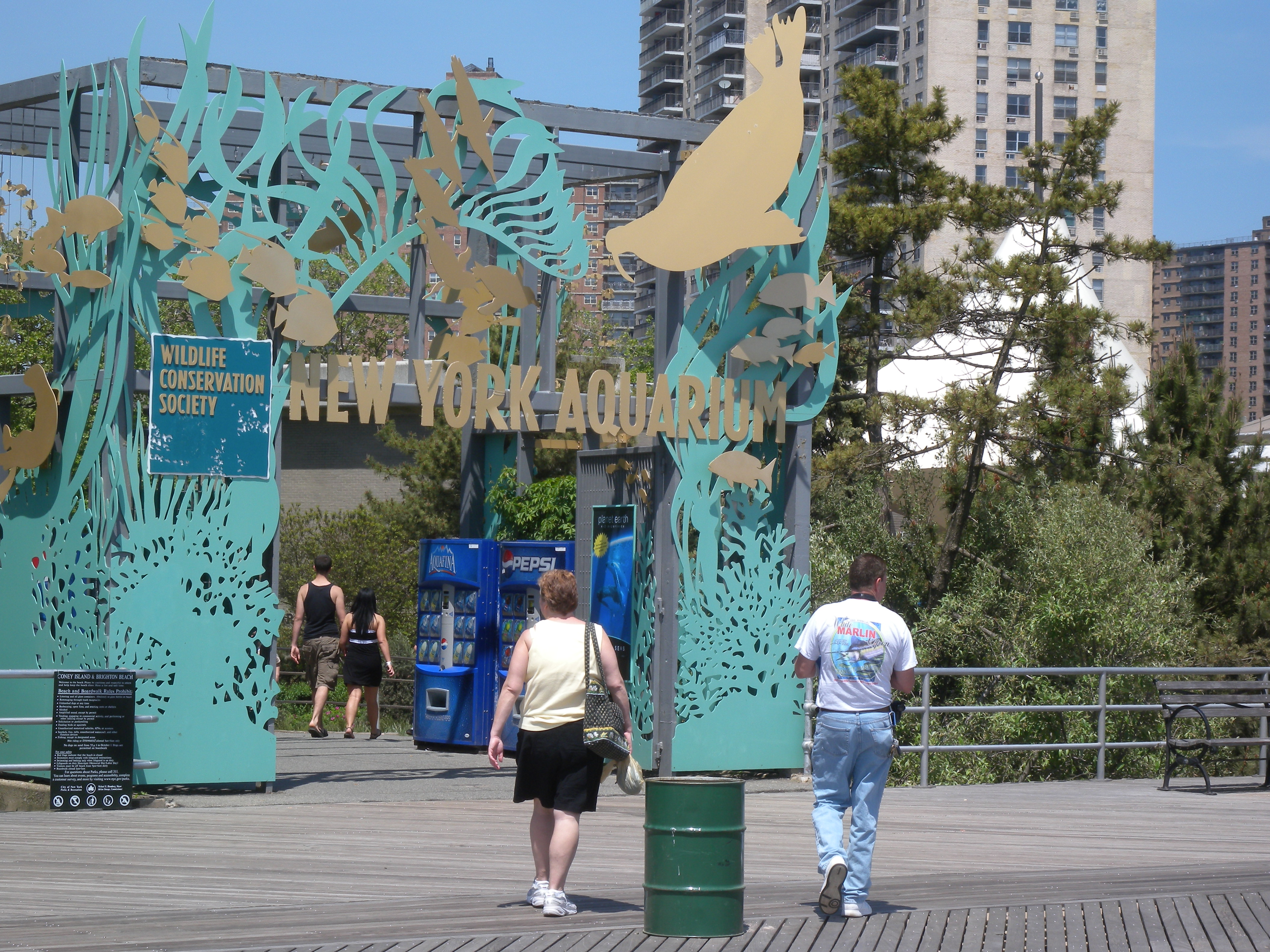
뉴욕 수족관

뉴욕 수족관(New York Aquarium)은 1896년에 맨해튼 배터리 파크의 캐슬 가든에 오픈한 미국에서 가장 오래된 수족관이다. 1957년 브루클린의 코니아일랜드로 이전하였다. 수족관은 야생동물보존협회 (WCS)에 의해 관리되고 있다. 14 에이커의 부지를 수족관으로 사용하고 있으며, 350종 이상을 사육하고 있다. 전시는 물론, 이벤트 및 연구 등의 활동도 하고 있다.